# Julien Benda
Julien Benda (26. prosince 1867, Paříž – 7. června 1956, Fontenay-aux-Roses) byl francouzský filozof a spisovatel.
Ve francouzské filozofii patřil k antiromantickému hnutí a oponentům Henriho Bergsona. Celosvětově proslul především svým esejem Zrada vzdělanců (La Trahison des Clercs), který vyšel v knižní podobě roku 1927. V eseji Benda tvrdí, že intelektuálové (především němečtí a francouzští) ztratili právo soudit politické a společenské záležitosti, neboť se v 19. a 20. století dali do služeb nacionalismu, militarismu a rasismu. Koncept "zrady vzdělanců" byl později často užíván i pro kritiku intelektuálů, již se dali do služeb stalinismu, sám Benda však textem útočil především na konzervativní antidreyfusovce Charlese Maurrase a Maurice Barrèse. Sám Benda se hlásil ke křesťanskému a starořeckému internacionalismu a univerzalismu.